# Holzhausen an der Haide
Holzhausen an der Haide é um município da Alemanha localizado no distrito de Rhein-Lahn, estado da Renânia-Palatinado.
Pertence ao Verbandsgemeinde de Nastätten.